# 초전자머신 볼테스 V
초전자머신 볼테스 V(超電磁マシーン ボルテスＶ, Super Electromagnetic Machine Voltes Five)는 1977년 6월 4일부터 1978년 3월 25일까지 일본 TV 아사히에서 방영된 일본 TV 만화영화 시리즈이다. 사보로 야츠데(토에이사내 위원회의 필명)에 의해 제작되었고 나가하마 다다오가 감독을 맡았다. 볼테스 V는 초전자로보 콤바트라 V와 투장 다이모스와 함께 슈퍼로봇장르의 3부작 로봇 로망스 중 하나이다. 콤바트라 V와 마찬가지로 토에이 대신 선라이즈가 동화를 맡았고, 토에이사가 프로듀싱을 했다.